# Tomáš Čep
Tomáš Čep (3. září 1888 Želechovice – 17. října 1959 Věznice Leopoldov) byl československý agrární sociolog, pedagog, redaktor odborného časopisu Sociologické revue a účastník 2. odboje.

## Život
Narodil se v rolnické rodině. Studoval na Gymnáziu v Olomouci v roce 1908 však odmaturoval v Místku (dnes Frýdek-Místek). Následovalo studium filozofie a bohemistiky na filozofické fakultě české Karlo-Ferdinandovy university v Praze, kde byl v roce 1915 promován doktorem filozofie (PhDr.). Po studiích působil jako středoškolský profesor nejprve na českém reálném gymnáziu v Moravských Budějovicích, později vyučoval český a německý jazyk ve státním učitelském ústavu v Opavě. Od roku 1926 až do konce života působil v Brně. V roce 1935 získal docenturu v oboru sociologie venkova na Vysoké škole zemědělské v Brně a od následujícího roku přednášel na Vysoké škole zvěrolékařské v Brně. V roce 1947 byl jmenován řádným profesorem sociologie.
Oženil se v roce 1915 v Bližkovicích u Moravských Budějovic s Marií Louckou (1891–1979). V době první světové války se účastnil bojů na východní a jižní frontě. V meziválečném období působil v redakční radě odborného časopisu Sociologické revue. Byl členem Masarykovy sociologické společnosti a Československé akademie zemědělské. Ve stejně době byl stoupencem programu a politiky Republikánské strany zemědělského a malorolnického lidu. Po druhé světové válce po zákazu agrární strany v ČSR spolupracoval s Československou stranou národně socialistickou, kde mimo jiné pomáhal vypracovat zemědělskou část jejího programu.
Z důvodu aktivní činnosti v odboji během druhé světové války, kde se zapojil jako odborník na agendu zemědělství a sociální péče, byl zatčen gestapem. Následně byl odsouzen za přípravu k velezradě a  v letech 1940-45 vězněn v Německu. Za účast v odboji byl později oceněn Československým válečným křížem a Československou medailí za zásluhy I. stupně.
Po převratu v roce 1948 byla přerušena výuka sociologie venkova a tím byl Tomáš Čep připraven o možnost přednášet. Jeho díla i nadále sympatizovala se zaniklou agrární stranou. Komunistická strana Československa proto označila Tomáše Čepa za politicky nespolehlivého a přeřadila ho do ústřední knihovny. Krátce na to byl roku 1952 poslán do penze. 
Režim ho stále považoval za nepohodlného a proto byl v roce 1957 opět zatčen a 25. dubna 1958 byl ve vykonstruovaném procesu odsouzen k trestu odnětí svobody v délce čtyř let. Zemřel ve věznici Leopoldov dne 17. října 1959. Pohřben byl na brněnském Ústředním hřbitově.

## Dílo
Původ přivedl Tomáše Čepa ke studiu práce, života a kultury rolnictva, čemuž se věnovala nově vzniklá vědní disciplína sociologie venkova, za jejíž zakladatele je považován I. A. Bláha. Sám Čep se soustředil na shromažďování, úpravu a studium selských povídek.  Na základě získaných informací o selské kultuře se pokusil vystihnout osobité rysy myšlení venkovského lidu. Na jeho práci měli vliv T. G. Masaryk a J. Polívka. V oboru se následně ztotožnil s názory předních agrárních sociologů A. Matuly, O. Frankenbergera, A. Palečka a R. Rolníčka.
V díle Tomáše Čepa se silně projevuje jeho zájem o moravskoslezský venkov. Proto je řada jeho děl zaměřena na slezskou lidovou kulturu, podporu venkova a důležitost zemědělství. Zastává názor, že faktory modernizace a urbanizace vedou ke zpochybňování vesnického života a tvrdí, že pro udržení národní pospolitosti je tedy nutná spolupráce mezi městem a venkovem, kterou se zmenší nedostatky obojího (tzn. reurbanismus). Prostřednictvím svých prací probouzel ve čtenářích lásku k venkovu. Ovlivnil zejména generaci studentů brněnské Vysoké školy zemědělské a Vysoké školy zvěrolékařské. K sociologii se dostal vlivem svých známých (Emanuel Chalupný, Arnošt Bláha). Jeho díla byla ovšem chudá a neměla příliš hluboký charakter, tudíž neodpovídala tehdejšímu stavu sociologie ve světovém měřítku.
Tomáš Čep patřil k jednomu z nejproduktivnějších autorů v časopise Sociologická revue, což byl v meziválečném období hlavní oborový časopis. Čep v něm publikoval po Bláhovi největší počet článků (177), mezi nimiž tvoří velký podíl studie, recenze, zprávy a články týkající se T. G. Masaryka, který byl v časopise častým tématem z důvodu, že Sociologická revue byl oficiální orgán Masarykovy společnosti. Jedním ž Čepových článků o něm je například T. G. Masaryk – Lidové prvky v jeho myšlení a řeči (vydán v roce 1947). Do časopisu přispěl také svými studiemi Sociální funkce československého sedláka (rok 1933), Sociální funkce zemědělské mládeže (1934), Sociální funkce československé ženy v zemědělství (1934), Československý venkov na prahu druhé republiky (1938), Venkovský lid a národní tradice (1939), Sociologie města a venkova v díle I. A. Bláhy (1940), Zákon sociálního konsensu v Chalupného pracích z oboru sociologie venkova (1940), Prof. PhDr. Anton Štefánek, sociolog Slovenska (1947).  
Jediným Čepovým odborným dílem je kniha Životní spotřeba zemědělské rodiny jako sociologický problém – Jedná se o Čepovo teoreticky i metodicky nejpropracovanější dílo. K jeho vydání došlo v roce 1934 a popisuje v něm své dlouhodobé pozorování 30 venkovských rodin, které probíhalo v letech 1928-1933. Prolínalo se tedy s hospodářskou krizí, což se v ekonomických situacích rodin negativně projevuje. V průběhu 5 let pozorování došlo k rapidnímu poklesu životní úrovně rodin a autor zde zaznamenává, že většina z nich přestala dosahovat standardu životního minima. Jako východisko vidí posílení podpůrné politiky, což se shoduje s programem jeho agrární strany.

### Další díla
- Selství v literatuře moravskoslezské (1933, Brno)
- Kapitoly ze sociologie venkova  (1933, Brno)
- O vědeckém a filosofickém díle Emanuela Chalupného (1938, Praha)
- Družstevník velké víry: K padesátinám předsedy Frant. Wenzla (1939, Brno)
- Zemědělství na nových cestách (1949, Brno)